# 托巴爾 (內華達州)
托巴爾（英語：Tobar）是位於美國內華達州埃爾科縣的鬼鎮。

## 歷史
托巴爾的郵局於1911年設立，1918年關閉後又於1921年重啟，最終於1942年停運。

## 地理
托巴爾所處的海拔為高於海平面1731米（即5679英呎），而該地所採用的時區為UTC-8，即太平洋时区（PST）。同時該地設有夏令時間，為UTC-8調快一小時，即UTC-7（PDT）。